# Cheville (vers)
Pour les articles homonymes, voir Cheville.
En versification, on appelle cheville un mot, une expression ou une syllabe inutile rajouté dans un vers pour obtenir un bon compte de syllabes.
Ainsi, dans les Femmes savantes, quand Molière écrit :
Et les soins où je vois tant de femmes sensibles
Me paraissent aux yeux des pauvretés horribles... (I, 1)
la précision « aux yeux » est difficilement justifiable sinon pour compléter l'alexandrin.
De même, les « Eh mais ! » et « Mais », des deux premiers de ces vers des Contemplations de Victor Hugo ne sont là que pour faire le compte[réf. nécessaire] :
J’ai dit à la narine : Eh mais ! tu n’es qu’un nez !
J’ai dit au long fruit d’or : Mais tu n’es qu’une poire !
J’ai dit à Vaugelas : Tu n’es qu’une mâchoire ! (« Réponse à un acte d’accusation »)